# 然乌湖
然乌湖或然乌错（藏語：རག་ཝྭ་མཚོ，威利转写：rag wwa mtsho，THL：Rakwa Tso），位于西藏昌都市八宿县境内，属帕隆藏布（雅鲁藏布江支流）河源之一。湖泊是由高山滑坡、泥石流堵塞河道而形成堰塞湖。湖面海拔3850米，面积22平方公里。湖泊周围主要为岗日嘎布山脉和来古冰川群。湖区气候温暖湿润，年均气温8.5℃，年均降水量849.7毫米。湖水主要依靠地表径流补给。318国道经过湖泊东岸。